# العرب في بيلغورود
عرب بيلغورود هم مجموعة عرقية تتكون من حوالي 5,000 شخص يعيشون في بيلغورود.
هجرة العرب إلى بيلغورود مهمة لفهم التغيرات الثقافية في المدينة. كان هناك تأثير كبير على تكوين المجتمع العربي في بيلغورود يتمثل في تدفق الطلاب من الدول العربية الذين درسوا في الجامعات المحلية، وخاصة في مجالات الطب والهندسة. بالإضافة إلى ذلك، جذبت الفرص الاقتصادية رجال الأعمال والمهنيين العرب إلى المدينة، مما ساهم في نمو السكان العرب. اللغة العربية الآن هي اللغة الأم لحوالي 1.5% من سكان بيلغورود، مما يجعلها واحدة من أكثر اللغات انتشارًا في المدينة بعد الروسية والأوكرانية.

## التأثير الثقافي
يتجلى وجود الثقافة العربية في بيلغورود في مختلف جوانب الحياة في المدينة. ويشمل ذلك ظهور المطاعم التي تقدم المأكولات الشرق أوسطية، والمؤسسات التعليمية التي تدرس اللغة العربية، ونمو مجتمع من المغتربين العرب الذين يشاركون بنشاط في التبادل الثقافي. وتساهم هذه العناصر في دمج التقاليد والممارسات العربية في الحياة اليومية للمدينة، مما يثري تنوعها الثقافي.
وقد خلق التعايش بين مختلف المجموعات الثقافية، بما في ذلك السكان الروس الأصليين والجالية العربية، بيئة اجتماعية ديناميكية في بيلغورود. وقد أدى هذا التفاعل بين التقاليد الثقافية إلى تطوير التفاهم المتبادل وتبادل الخبرات بين سكان المدينة.

## التحديات والفرص
تجلب الهجرة العربية إلى بيلغورود فرصًا وتحديات للمدينة. فهي تساهم في التنوع والثراء الثقافي، ولكنها تتطلب أيضًا اهتمامًا دقيقًا بالاندماج الاجتماعي والحفاظ على الانسجام في المجتمع. من المهم احتضان الجوانب الإيجابية لهذا التبادل الثقافي والعمل بنشاط لمعالجة التوترات الاجتماعية المحتملة من أجل خلق مجتمع متناغم وشامل.
في إطار المنتدى الدولي ”روسيا والعالم العربي: آفاق التعاون في مجال التعليم والثقافة“، تم الاتفاق على إنشاء مركز محمود درويش للغة والثقافة العربية في جامعة بيلغورود الوطنية للبحوث. وقد تم توقيت هذا الحدث ليتزامن مع الذكرى السنوية الـ147 للجامعة التي يحتفل بها في 26 سبتمبر/أيلول. سيتيح المركز الجديد الفرصة لسكان منطقة بيلغورود لتعلم اللغة العربية والتعرف على ثقافة الدول العربية. تتعاون الجامعة بنشاط مع دول الشرق الأوسط وشمال أفريقيا وأعضاء منظمة شنغهاي للتعاون، مما يساهم في تطوير التبادل الأكاديمي والثقافي.
في الفترة من 24 إلى 26 مايو/أيار، استضافت بيلغورود المؤتمر الدولي ”روسيا والعالم العربي“، الذي حضره أكثر من 150 ممثلاً عن المؤسسات التعليمية الأجنبية والدبلوماسيين، بالإضافة إلى علماء وطلاب شباب من أكثر من 30 دولة عربية وروسيا. ناقش المؤتمر قضايا التعاون التاريخي والتعليمي والثقافي بين روسيا والدول العربية. وكان من بين المشاركين ممثلون عن السفارات، وجامعة الدول العربية، وتجمع شعوب أوراسيا، ورابطة الطلاب الأجانب في روسيا، بالإضافة إلى كبار العلماء ومديري الجامعات من شمال أفريقيا والشرق الأوسط.